# Ponto de apoio
Em ciência militar, um ponto de apoio (PA) é uma posição defensiva fortificada, normalmente instalada ligeiramente atrás da primeira linha de defesa com o objetivo de quebrar o ímpeto de um ataque do inimigo caso ele consiga ultrapassar aquela linha. 

## Organização
Essencialmente, cada ponto de apoio constitui um reduto organizado de modo a poder efetuar uma defesa circular, em contraste com as linhas gerais de trincheiras organizadas apenas para a defesa frontal. A capacidade de defesa circular seria necessária caso a primeira linha fosse ultrapassada pelo inimigo e o PA cercado. Cada companhia seria responsável pela guarnição de um conjunto de PA vizinhos que se apoiariam mutuamente, cruzando fogos entre si.
Com o desenvolvimento do conceito de defesa em profundidade, os PA passaram a agrupar-se em centros de resistência (CR). Cada CR inclui todos os PA situados ao longo da primeira, segunda e terceira linhas de um determinado setor.